# Gimsatgat-myeon
Gimsatgat-myeon (koreanska: 김삿갓면) är en socken i Sydkorea. Den ligger i kommunen Yeongwol-gun i provinsen Gangwon, i den centrala delen av landet, 150 km sydost om huvudstaden Seoul.